# Saproscincus basiliscus
Saproscincus basiliscus är en ödleart som beskrevs av Ingram och Rawlinson 1981. Saproscincus basiliscus ingår i släktet Saproscincus och familjen skinkar. Inga underarter finns listade i Catalogue of Life.
Arten förekommer i delstaterna Queensland och New South Wales i Australien. Honor lägger ägg. Denna ödla lever i låglandet i regnskogar. Den hittas ibland på klippor. Exemplaren vistas i skogens centrum och vid kanterna.
För beståndet är inga hot kända. Hela populationen anses vara stabil. IUCN listar arten som livskraftig (LC).